# Castelo dos Piastas em Legnica

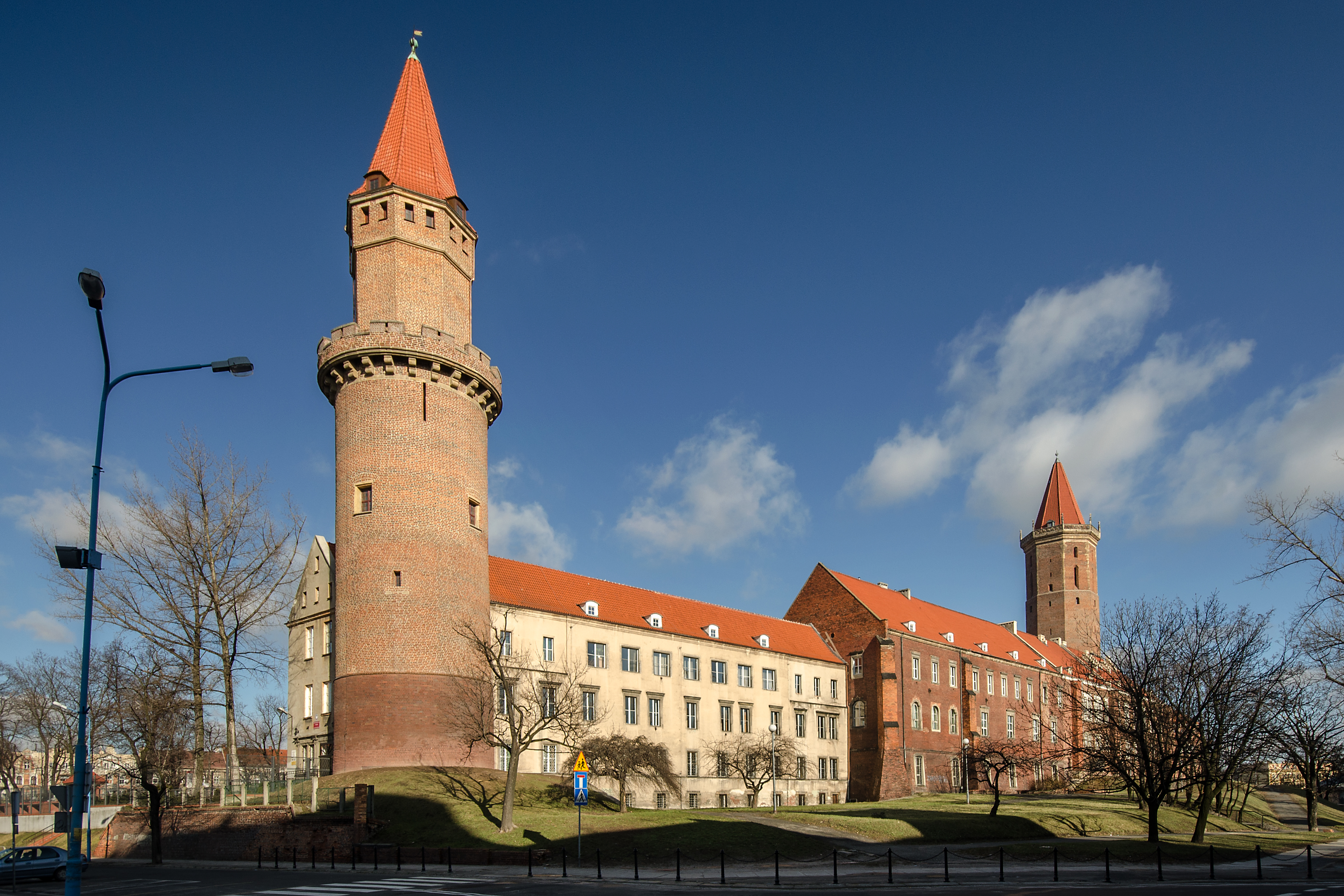
Castelo dos Piastas

Castelo dos Piastas em Legnica – um dos mais velhos castelos na Polónia. 

## História

### Idade Média

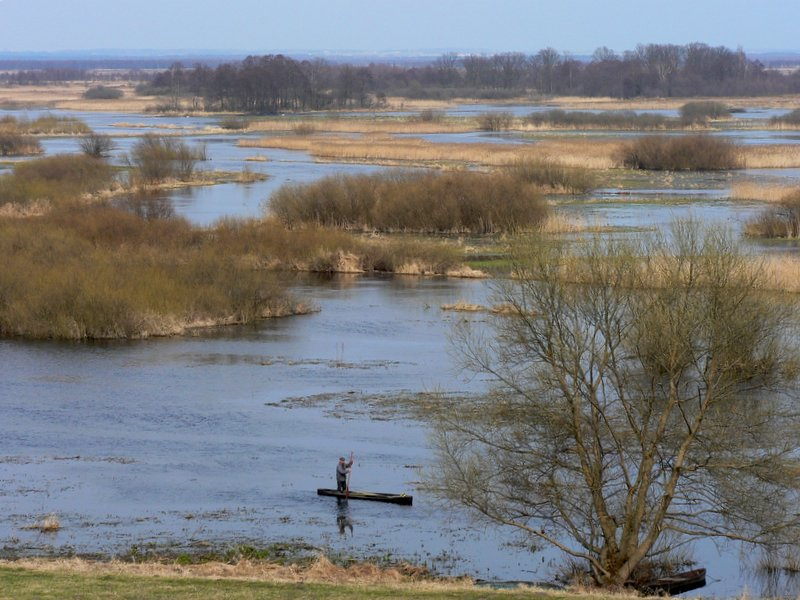
Mais poderosas do que hoje, as águas de Kaczawa e Czarna Woda banhavam o território vasto por braços numerosos.

No século VII, entre pântanos, no tão chamado Pojezierze Legnickie “de fluxo”, no lugar onde rios Czarna Woda e Kaczawa juntavam-se criando uma rede dos canais e braços mortos de muitos quilômetros, foi construída vila de madeira e terra. Trzebowanie - os construtores mais prováveis da fortaleza usando os valores defensivos naturais da foz de Czarna Woda elevaram uma colina artificial na qual construíram a vila fortificada. Ela, junto com vilas em Jaworzno e Dunin sob Nysa Szalona, foi o lugar da defesa e controle sob as terras da tribo de Trzebowianie. 
A análise dendrocronológica prova que nos tempos do reinado de Miecislau I da Polónia foi construída aqui, em cerca de 985, a nova vila na forma da tão chamada “vila dos piastas” (isto ocorreu durante a construção das outras vilas em Wrocław e Opole) a construção da nova vila teria de assegurar os territórios da Silésia aderidos neste tempo ao estado dos Piastas. 

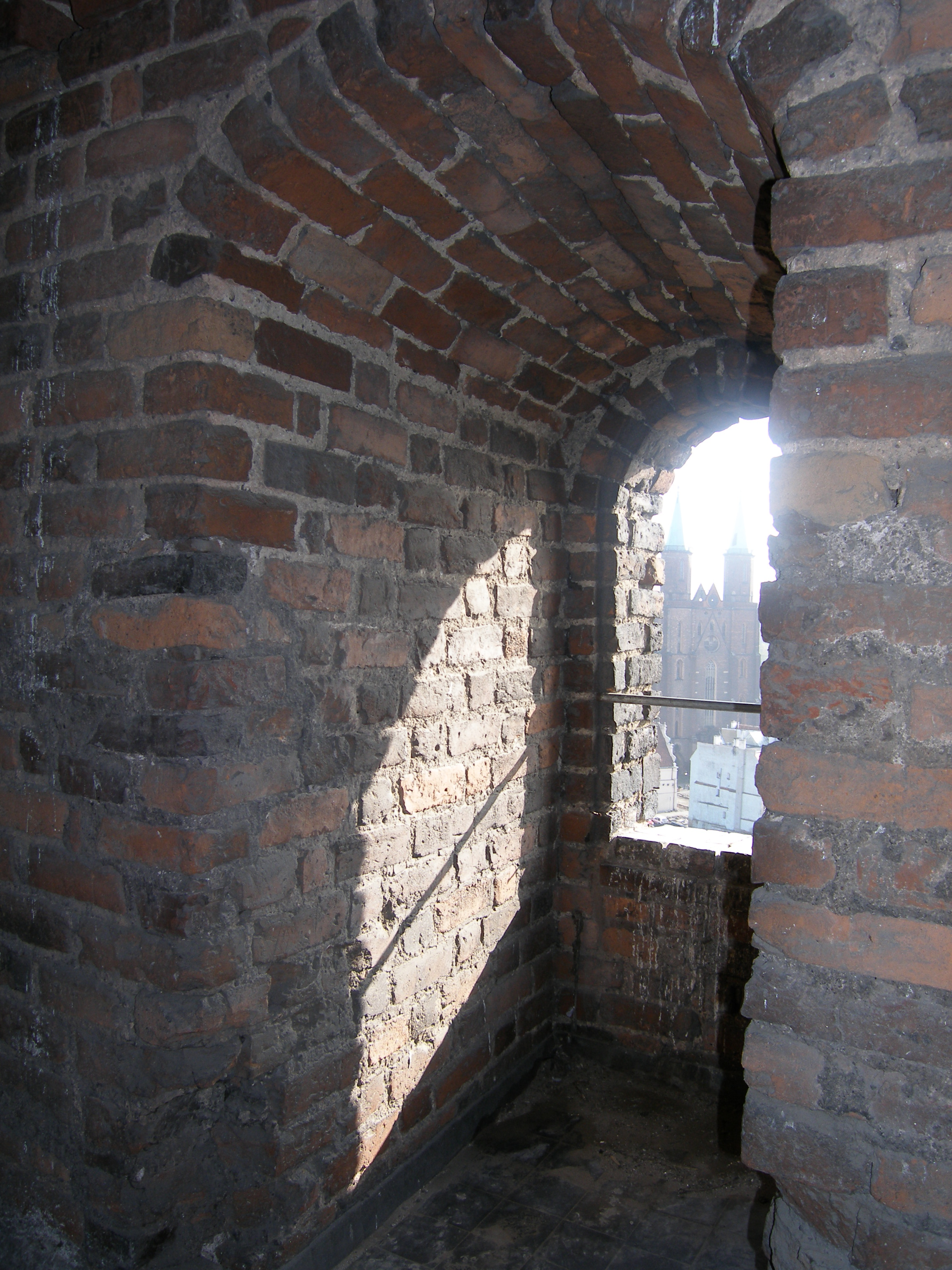
Vista da torre de São Pedro (Torre de Fome)

Em vez da vila de madeira em tempos de Boleslau Encaracolado, no fim do seculo XII foi emergido o castelo que foi a primeira fortaleza de tijolo no territorio polaco. Neste tempo o castelo foi rodeado pelo fosso e o palácio pomposo pela muralha nova de terra e madeira. A colina do castelo foi dividido por duas partes: parte principal na qual ficava a residência ducal com a capela e a torre de São Pedro; na segunda parte do caráter administrativo e econômico na qual mais provavelmente foi posta a casa do castelão, edifícios agrícolas e uma torre que guardava a entrada, chamada posteriormente a torre de Santa Edwiges. Para Boleslau I Alto e seu filho Henrique o palácio no castelo em Legnica foi a residência principal, ambos príncipes passaram muito tempo no castelo, governando suas terras daqui. Em 1171, durante a rebelião de Jarosław - o filho de Boleslau I - o príncipe foi banido da Legnica, o castelo ficou queimado. 
Em 1241 a construção protegia-se de Mongóis que sitiam o castelo. 
O castelo ducal em Legnica foi no século XII e XIII uma das duas residências principais para donos da Silésia. 

### Reconstruções no século XV e XVI
No início do século XV, durou a reconstrução do castelo. A sua contribuição importante na construção tinha o perito trazido da França, chamado Mestre de St. Denis - representante do estilo Flamboyant. As realizações desse artista decoraram também o edifício mais notável da cidade e joia da arquitetura gótica - a Igreja Colegiada de Santo Sepulcro. Atualmente é possível admirar as obras de Mestre na Catedral de Legnica.

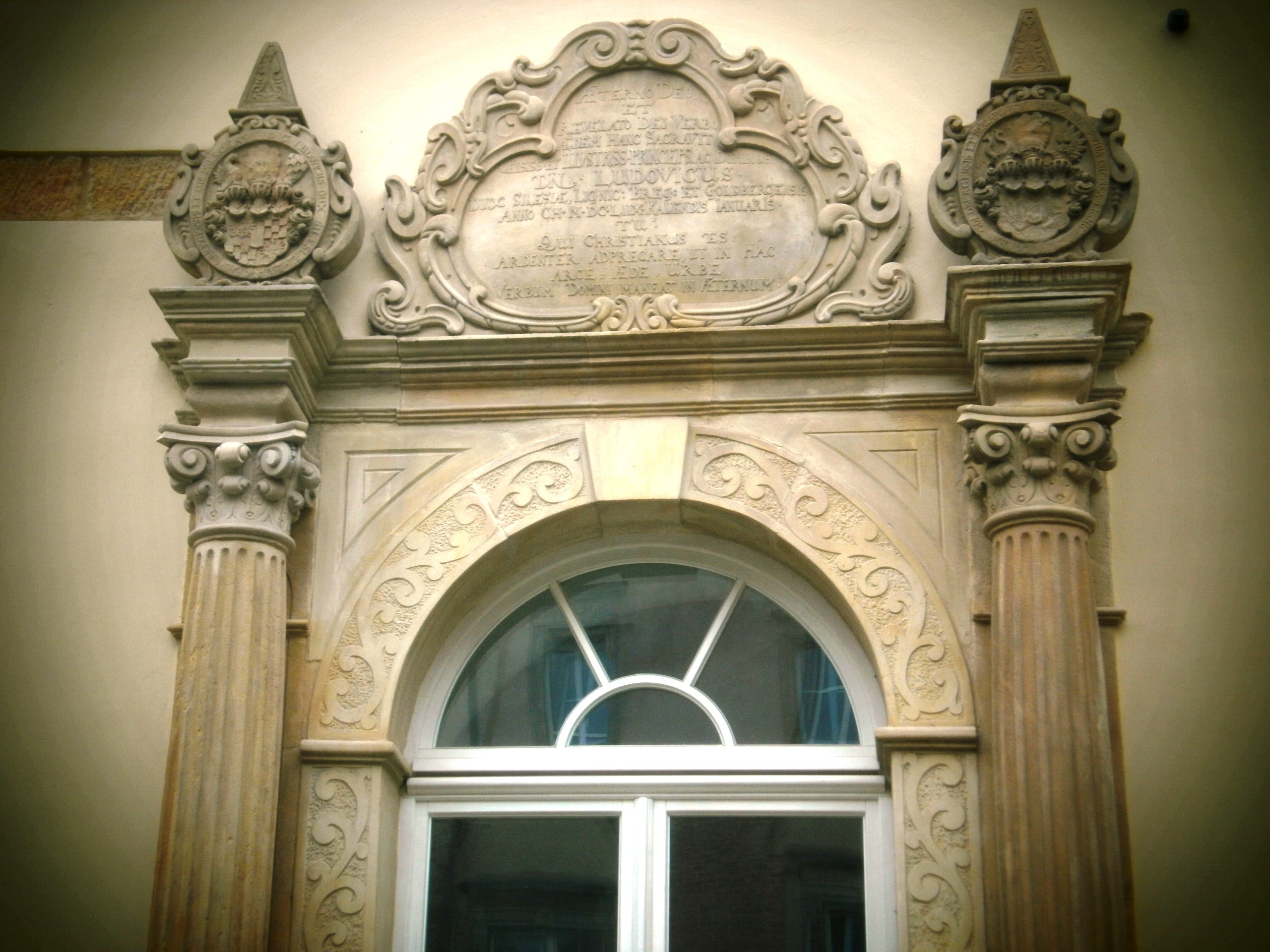
O pátio do Castelo dos Piastas em Legnica. Moldura decorativa de janela do castelo, colunas são coroadas por dois brasões com capacetes de cavaleiros.

Depois de muitas décadas a reconstrução renascentista do castelo foi iniciada por Frederico II. Este príncipe e sua toda dinastia que distingue-se pela rejeição da fé católica a favor do protestantismo, decidiu também sobre a demolição da Colegiata de Legnica conhecida pelas suas dimensões significantes. Nessa época foi criado novo sistema de fortificação da cidade - muralha da terra, fossos e quatros cubelos angulares. A expansão da fortificação foi parcialmente possível graças ao material obtido da demolição da já mencionada Colegiata com também graças às demolições de capelas e igrejas menores conhecidas de fora da muralha da cidade de Legnica.
O visitante frequente ao padre Frederico no castelo da Legnica foi Sigismundo Jagelão, conhecido posteriormente como o rei da Polónia Sigismundo I Velho. Em 1560 no castelo aconteceu-se a festa de casamento do príncipe Henrique XI com Sofia, a filha do marquês João de Brandemburgo-Ansbach. Na festa de casamento foram convidados muitos hóspedes, para a glorificação foi organizado um torneio de cavaleiro e corridas. Quando o imperador Maximiliano II chegou à Silésia para receber o tributo de estados da Silésia, Henrique XI convidou-lhe a Legnica. Junto com o imperador chegaram à Legnica 2 mil de pessoas, a festa durou 5 dias. 

### Barroco e Neo-gótico

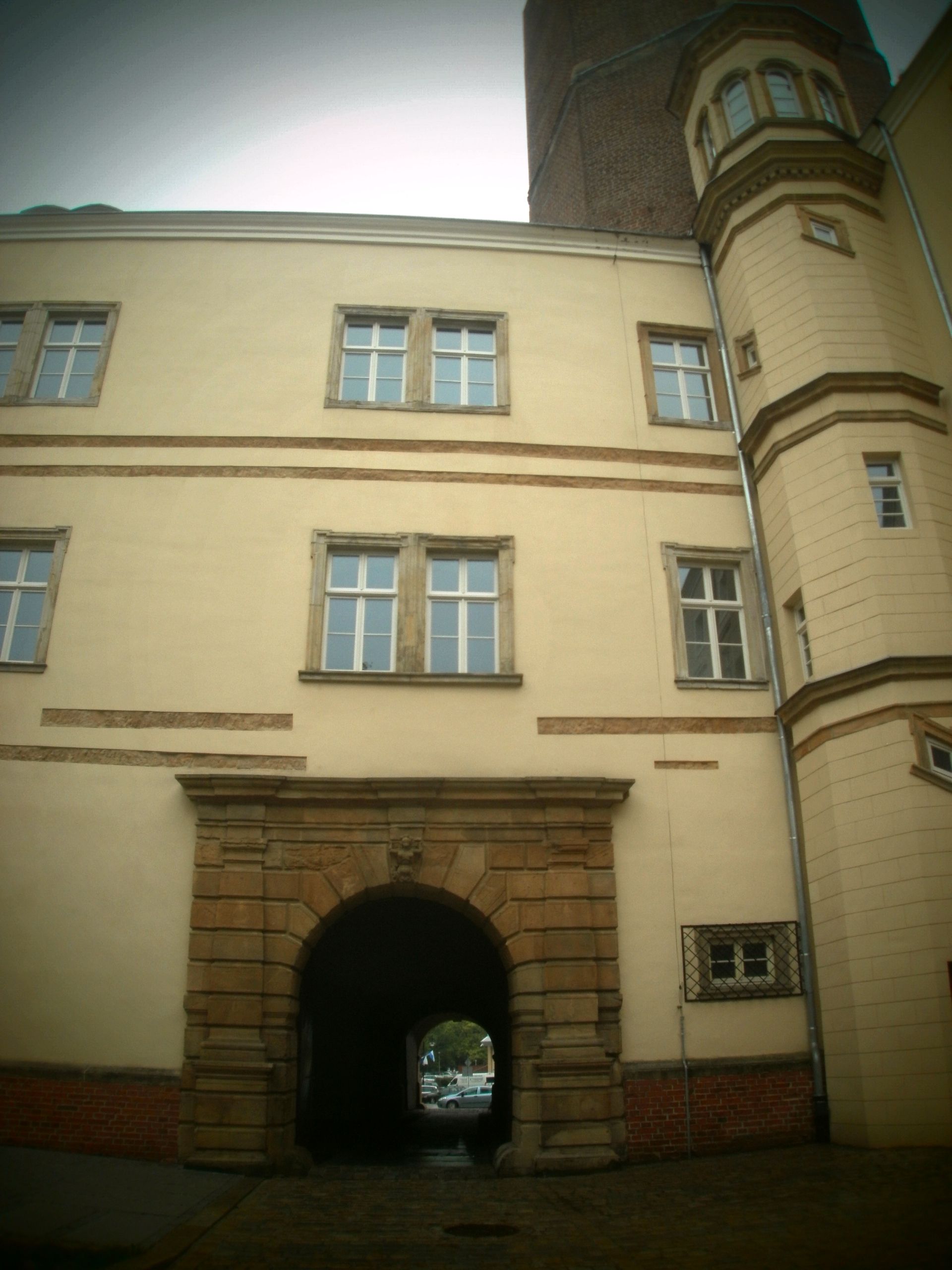
O Castelo dos Piastas - torrezinha na torre de São Pedro

Depois da extinção do linhal dos Piastas, no castelo desde 1675 residem os vice-reis de Habsburgo. Um deles, Johann Christoph Zierowski (1693) contribui-se no grau notável para renovação e ampliação do castelo. Estas mudanças como a atividade arquitetônica posterior mudaram o sistema espacial de dois pátios no castelo. Desta forma sobreviveu à primeira década do século XVIII quando o incêndio grande destruiu a capela ducal ao portão de Lubin como torre romana e asas norte e oriental. 
A reconstrução que procedeu depois do incêndio, deu ao castelo o caráter de palácio barroco. A torre de Lubin e a capela não foram reconstruídas. As fachadas foram divididas por pilastras, separando cada duas janelas. O rés-do-chão separado dos andares por parapeito formou a base. Sob janelas no primeiro andar foram postos parapeitos na forma barroca decorativa que sinalizavam o caráter representativo deste andar. 
Em 1740 depois da conquista de Legnica pelo rei da Prússia Frederico II Grande, foi ordenada a demolição da fortaleza que se acabou depois da coberta dos fossos, demolição da ponte basculante e mudança do caráter dos edifícios para administrativos e armazéns. 
Os incêndios seguintes aconteceram em 1835 e 1840. Em 1840 iniciou-se a reconstrução do castelo e ocorreu em algumas etapas, nos anos 1846,1866/67 e 1879, para no fim dar a toda arquitetura românica o caráter gótico. Durante a reconstrução, as asas mudaram suas funções, foram mudados os interiores, foram introduzidas novas escadarias, foram mudadas fachadas exteriores e coroadas por ameias. A galeria que separava ambos pátios recebeu a forma neo-renascentista da ordem jônica. A torre do relógio que ficava no eixo mudou a sua forma para o românico. 

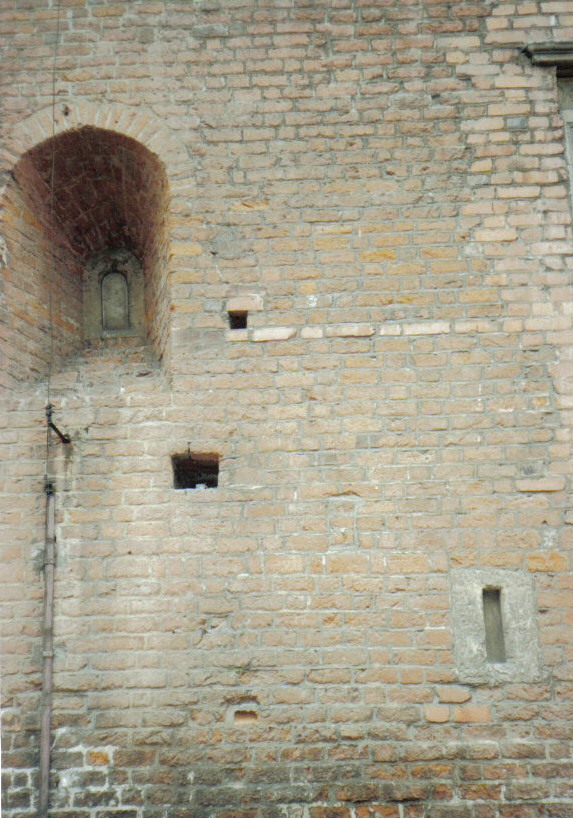
Fragmento da parede românica de relíquia.

A entrada para o castelo foi transferida para o Oriente a pé de São Pedro. O portão de poço é dividido pela passagem e caminho para pedestres, de dois lados a fachada do portão é apoiada por dois muros. No interior dum deles (norte) ficava a descida a casamatas subterrâneas. No nível de friso do portão, ficam dois postos de tiro para um canhão da forma original de coração achatada. Apesar da decoração do portão não foram preservadas outras pistas de decoração arquitectónica deste tempo.   
Em Fevereiro de 1945 no castelo cedeu ao incêndio e demolição outra vez. Reconstruído nos anos 1960, foi dado ao uso escolar.

## Castelo dos Piastas - lenda
Como cada castelo real, também o Castelo dos Piastas tem suas lendas. Sobretudo duas torres: de Santa Edwiges e São Pedro aparecem nas histórias dos habitantes. A torre de Santa Edwiges chamada depois da duquesa que morava aqui quando visitava Legnica. Talvez subterrâneos da torre alcancem tão profundamente como a muralha sob a terra. A Duquesa Edwiges passava ali a maioria do tempo pregando e conversando com os anjos. 

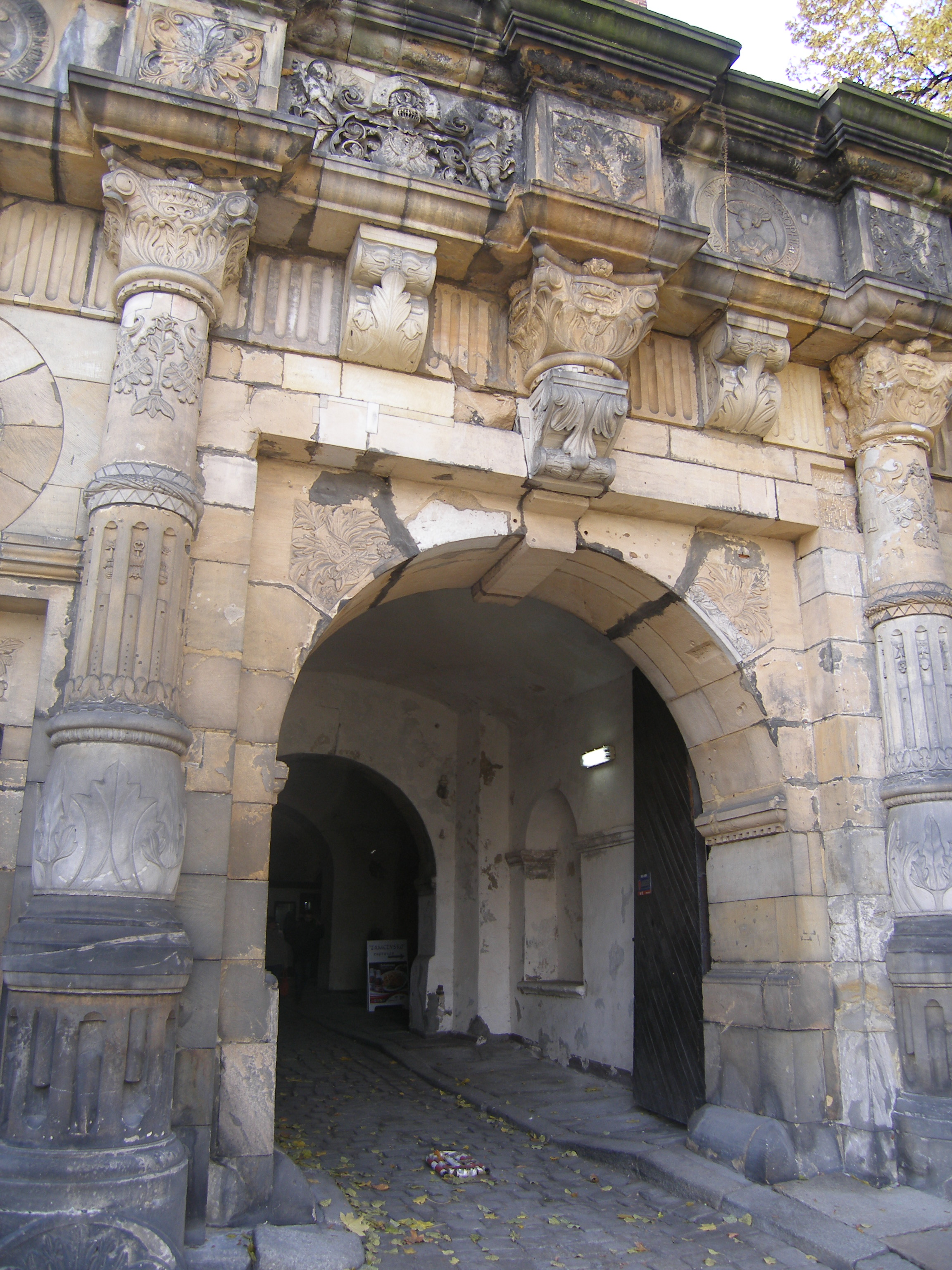
Portal do castelo

Lenda da torre de São Pedro diz a história sobre o cavaleiro desobediente Otton von Hohen, que recebeu a ordem do seu dono para trazer a comida ao prisioneiro que ficava na torre. Mas o cavaleiro Otton, conhecido por seu estilo de vida de festejar, no curto tempo gastou o dinheiro para comida de prisioneiro. Quando o dono retornou da viagem, descobriu que o prisioneiro ficou injustamente aprisionado e deu ordem para libertá-lo. Mas na torre foi só descoberto o cadáver de um pajem que morreu de fome e sede sob a ausência do dono. Ele ficou raivoso. Aprisionou o cavaleiro desobediente na torre e o condenou à morte por fome. O cavaleiro Otton von Hohen, fechado com o cadáver do pajem Sławek sobreviveu na masmorra por apenas 10 dias. Gemia alta nos dias e noites, pedindo a misericórdia e libertação mas o dono ficava rígido. Foram sepultados ambos no mesmo túmulo. Desde o dia da morte do cavaleiro, o fantasma do cavaleiro começou a assustar nas ruas da vila. Os habitantes que moravam perto do castelo, dizem que até hoje é possível ouvir na noite o lamento da masmorra sob a torre de São Pedro. Para a comemoração deste evento a torre é chamada a torre de Fome. Ambos nomes funcionam até hoje.  

## Arquitetura do Castelo
O Castelo dos Piastas em Legnica merece o título de „castrum” como a primeira fortaleza de tijolo nas terras polacas. Foi construído no território da vila antiga. O palatino ocupa a maioria do pátio do castelo no lado sul. Foi construído no plano de retângulo de dimensões 16,15 × 61,2 m. Para construção do palatino foram usados tijolos, a moldura de janelas e portas foi forjada em arenito. Inicialmente a alteza do palatino tinha 12 m, a construção foi coberta pela empena, feita provavelmente de telha. Até hoje são visíveis marcas claras da divisão inicial do palatino em três andares. 

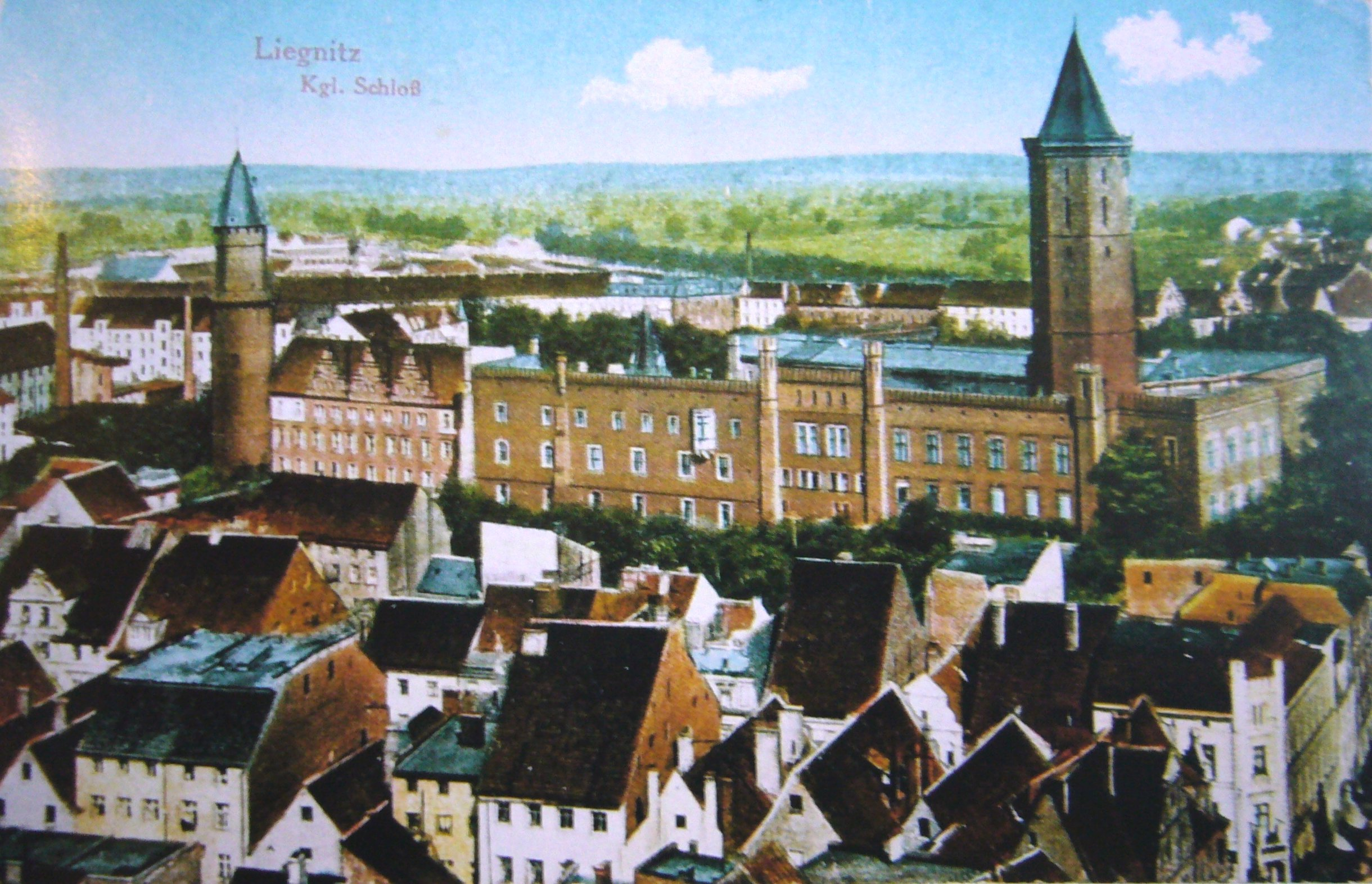
A vista para o castelo da torre da igreja de Nossa Senhora, início do século XX

As torres preservadas até hoje, a torre octogonal de São Pedro e a torre redonda de Santa Edwiges, foram construídas simultaneamente com o palácio. Elas são uma das primeiras desse tipo entre torres defensivas na arquitetura de castelos da Silésia e Polónia. A torre de São Pedro, tão chamada em honra do patrão de Legnica fica a cerca de 14 m leste do palácio. Inicialmente tinha altura de 25 m. A torre de Santa Edwiges foi emergida na área de baixa do castelo. Inicialmente tinha a função defensiva da entrada principal ao castelo que no século XVI foi substituída pelo portão novo representativo, ligada com a reconstrução renascentista da residência ducal. Inicialmente tinha altura de 20 m. Ambas torres são coroadas por telhados pontudos na forma de cone. Na torre de São Pedro brevemente será aberta uma plataforma de observação, rodeada por balaustrada esculpida de arenito.
O portão principal do castelo é decorado por medalhas feitas de arenito e motivos florais delicados no estilo renascentista. As decorações do portão são achadas como o melhor exemplo da arte entalhe renascentista em Legnica. 

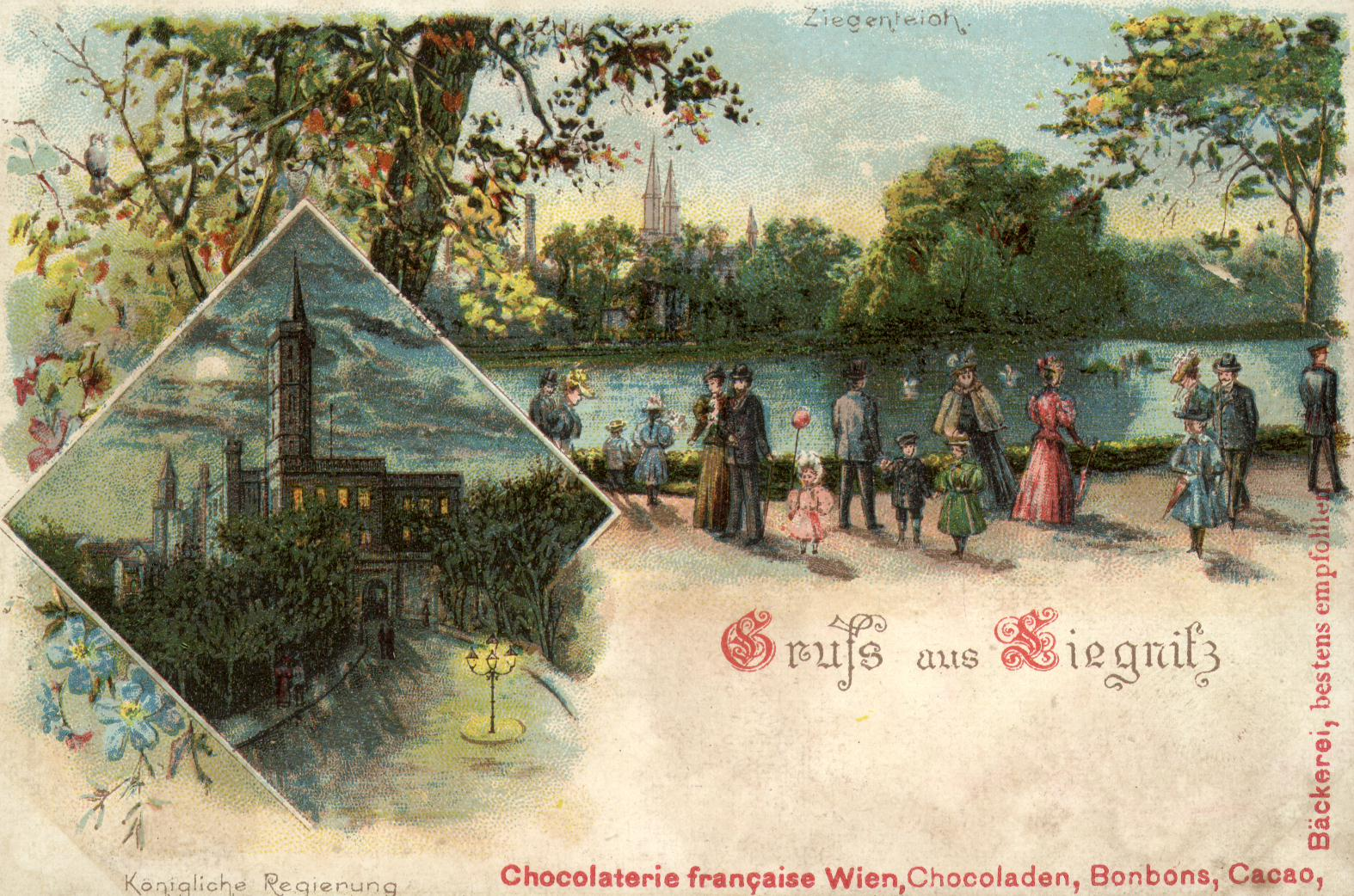
O castelo em postal antigo

Muito interessante elemento do castelo, em termos da arquitetura, é o conector que fica na parte sul do pátio, que liga duas asas opostas do castelo. O conector foi construído no fim do século XIX no estilo neo-gótico, no que indicam as colunas feitas perfeitamente e elementos convexos da fachada, pintadas com duas cores. Atualmente nesta parte do castelo fica a biblioteca do Colégio de Ensino de Línguas Estrangeiras em Legnica.  

## Castelo hoje
Dos tempos antigos preservaram duas torres góticas: octagonal de São Pedro e redonda de Santa Edwiges. o que mais, no pátio, no pavilhão especialmente construído ficam relíquias de tijolo e pedra descobertos durante obras arqueológicas na capela românica de São Benedetino e Lourenço. Ao lado do castelo fica também, preservada no bom estado e usada até hoje, a torre do portão de Głogów (um dia a parte das muralhas da cidade). 

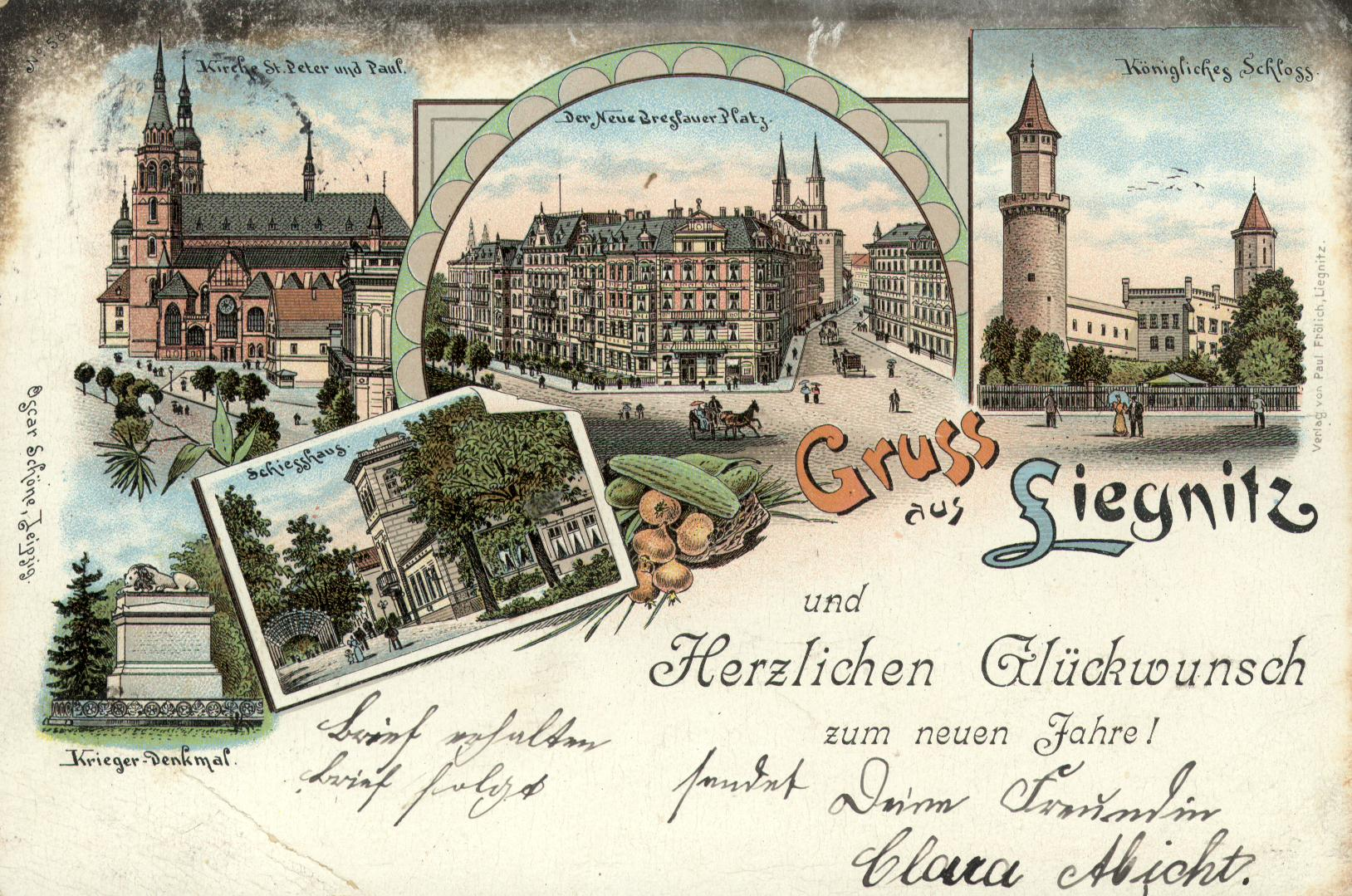
O castelo em postal antigo

Em 2009 começou-se a revitalização do castelo, no início foram renovadas as torres de São Pedro e Santa Edwiges e telhado. Depois disso, será possível entrar nas torres.
Atualmente no castelo ficam as sedes das seguintes escolas: Colégio de Professores de Línguas Estrangeiras, Escola Secundária n4 e Escola Superior de Gestão. Ao Colégio funciona a Casa de Ouvinte e Centro da Informação Linguístico-Metodológico. O Centro começou a operar em 1990 com objetivo de apoiar o processo didático da escola. A biblioteca coopera com muitos centros especialistas que formam os professores no país e no exterior. Mantém também os contatos com as editoras estrangeiras o que possibilita enriquecimento da coleção pelas posições novas e especialização alta. 
Ao Centro operam também três laboratórios de melhoramento dos professores de línguas estrangeiras: o Laboratório de Melhoramento dos Professores de Línguas Estrangeiras funciona desde do ano 2000. Organiza os cursos e seminários metodológicos para professores de línguas estrangeiras (língua alemã, francesa e inglesa). O Laboratório oferece seminários conduzidos por pessoal pedagógico qualificado da Polônia como do estrangeiro.  
INSETT (In-service Teacher Training) funciona desde de Outubro de 1996 como parte do Programa do Melhoramento dos Professores da Língua Inglesa. O programa é patrocinado pelo Ministério da Educação Nacional, Centro do Melhoramento dos Professores e British Council. A atividade do programa INSETT da Região de Legnica abrange os professores da língua inglesa nas escolas primárias e secundárias no território da voivodia da Baixa Silésia e de Opole.  
O projeto COFRAN foi fundado em 2002 e faz parte do programa nacional de melhoramento dos professores da língua francesa CONCORDE. A sua criação foi apoiada por:
- O Ministério de Educação e Desporto
- Embaixada da França na Polónia
- Centro do Melhoramento dos Professores em Varsóvia
- Colégio de Professores da Língua Francesa em Varsóvia
- Associação dos Professores da Língua Francesa PROF-EUROPE